# L'Affrontement (film, 2010)
Pour les articles homonymes, voir L'Affrontement et La Lisière.
Pour plus de détails, voir Fiche technique et Distribution.
L'Affrontement (en russe : Край, Kray, littéralement La Frontière) est un film russe réalisé par Alekseï Outchitel, sorti en 2010.

## Synopsis
L'action se passe en Sibérie, en 1945, dans un village isolé où des personnes considérées comme traîtres à la patrie sont consignées. Ce village est relié au reste du monde par une voie ferrée et les trains qui évacuent les arbres bucheronnés par les habitants. Une communauté de jeunes femmes, anciennes pensionnaires d'un orphelinat, y est cantonnée. Arrive Ignat, mécanicien émérite et héros de guerre médaillé qui s'y trouve affecté pour assurer la maintenance des locomotives à vapeur du dépôt, avec interdiction de les conduire.
Son arrivée avec un statut supérieur à tous va bouleverser la vie du village. 
Il retrouve Elsa, une jeune allemande arrivée au moment du déclenchement des hostilités avec l'Allemagne et qui a survécu toute la durée de la guerre terrée dans la locomotive qui l'avait amenée au village et qui s'en était trouvée isolée par la rupture du pont enjambant la rivière. Ignat ramène Elsa et la locomotive au village retrouvant ainsi son plein statut de mécanicien. Il va devenir le révélateur des passions et des délires des uns et des autres.

## Fiche technique
- Titre : L'Affrontement
- Titre original : Край
- Titre international : The Edge
- Réalisation : Alekseï Outchitel
- Scénario et histoire : Alexandre Gonorovski
- Photographie : Iouri Klimenko
- Musique : David Holmes
- Production : 
  - Producteur exécutive : Elena Bystrova
  - Producteur associé : Kira Saksaganskaïa
- Société(s) de production : Rock Films
- Société(s) de distribution : (Russie) Central Partnership, (États-Unis) Aldamisa Releasing (tous médias)
- Budget : 
  - 11 000 000 $ US[1]
- Pays d'origine :  Russie
- Année : 2010
- Langue originale : allemand, russe
- Format : couleur – 35 mm – 1,85:1 – Dolby Digital
- Genre : aventure, drame
- Durée : 124 minutes
- Dates de sortie : 
  - Russie : 23 septembre 2010
  - France : 14 décembre 2010 (Les Arcs International Film Festival)

## Distribution
- Vladimir Machkov : Ignat
- Anjorka Strechel : Elsa
- Ioulia Peressild : Sofia
- Sergueï Garmach : Fishman
- Alexeï Gorbounov : Kolivanov
- Viatcheslav Krikounov : Stepan
- Alexandre Bachirov : Jilkine
- Evguéni Tkatchouk : Borka
- Vladas Bagdonas : Butkus
- Anna Oukolova : Matilda
- Ruben Karapetian : Sarkisian
- Vadim Iakovlev : Feldsher

## Distinctions

### Récompenses
- Festival du cinéma russe à Honfleur 2010 avec l'intitulé La Lisière[2],[3].
  - Grand prix du jury
  - Grand prix du public
- 24e cérémonie des Nika :
  - Meilleur film
  - Meilleur acteur pour Vladimir Machkov
  - Meilleure photographie pour Iouri Klimenko

### Nominations
- Golden Globes 2011 :
  - Meilleur film en langue étrangère

- Asia Pacific Screen Awards 2011 :
  - Achievement in Cinematography pour Iouri Klimenko

- Nikas 2010 :
  - Meilleur son pour Kirill Vasillenko

- Warsaw International Film Festival 2010 :
  - Grand Prix pour Alekseï Outchitel

- Nikas 2011 :
  - Meilleur réalisateur pour Alekseï Outchitel
  - Meilleure actrice dans un second rôle pour Ioulia Peressild
  - Meilleure actrice pour Anjorka Strechel

- Le film fut nommé pour les cérémonies des Nikas de 2010[4] et de 2011[5] (source Imdb).